# Hube (Höhenzug)
Die Hube bei Einbeck im niedersächsischen Landkreis Northeim ist ein bis 346,2 m ü. NHN hoher Höhenzug im Leinebergland.

## Geographie

### Lage
Die Hube liegt unmittelbar nordöstlich bis östlich der Kernstadt von Einbeck und westlich bis südwestlich des Einbecker Ortsteils Kreiensen sowie nordwestlich bis westlich des Leine- und nördlich des Ilmetals. Ihr Höhenzug ist etwa 8,5 × 5,5 km groß.

### Naturräumliche Zuordnung
Der Höhenzug bildet in der naturräumlichen Haupteinheitengruppe Weser-Leine-Bergland (Nr. 37), in der Haupteinheit Südwestliches Harzvorland (376) und in der Untereinheit Rittegau (376.0; auch als Rittigau bekannt) den Naturraum Hube (376.01). Seine Landschaft fällt nach Nordosten über Osten bis Süden in den Naturraum Greener Leineaue (376.03) ab. Im Gegenuhrzeigersinn betrachtet leitet sie nach Norden in den Naturraum Thüster und Duinger Berg (Reuberg, Steinberg, Selter) (377.13), nach Nordwesten in den Naturraum Brunser Hochflächen (377.04) und nach Westen in den Naturraum Eschershausener Liassenke (377.03) über, die in der Haupteinheit Alfelder Bergland (377) zur Untereinheit Eschershausener Senke (377.0) zählen. Etwa nach Westsüdwesten fällt die Landschaft in das Einbeck-Markoldendorfer Becken (372.0) und nach Südwesten in die Leineaue (372.3) ab, die zwei Untereinheiten der Haupteinheit Leine-Ilme-Senke (372) bilden.

### Geologie
Im Bereich der Hube ist vor allem Karbonatstein vorzufinden. Am westlichen Rand steht oberer und mittlerer Muschelkalk, im mittleren Bereich unterer Muschelkalk und am Osthang oberer Buntsandstein an.

### Berge
Zu den Bergen und Erhebungen der Hube gehören inklusive Ausläufer – sortiert nach Höhe in Meter (m) über Normalnull (NHN):
| - Fuchshöhlenberg (346,2 m) - Kalkrosenberg (336,0 m) - Greener Berg (334,0 m) - Wahrberg (330,1 m) - Burgberg (325,1 m) - Einbecker Berg (308,1 m) - Breitenberg (305,2 m) - Eschenberg (304,0 m) | - Lietberg (287,7 m) - Tauberg (275,9 m) - Spillenberg (272,2 m) - Altendorfer Berg (270,8 m) - Süllberg (266,0 m) - Röhrenberg (265,8 m) - Luhberg (210,2 m) - Knollenberg (202,3 m) - Oberg (201,4 m) |

Der Hauptkamm verläuft, von Andershausen im Nordwesten aus, über Wahrberg, Fuchshöhlenberg, Kalkrosenberg und Greener Berg nach Südosten zum Burgberg, etwas nach Nordosten versetzt von dieser Linie folgt schließlich der Spillenberg; lediglich der Wahrberg (Scharte minimal über 310 m) und der Spillenberg (Scharte minimal über 250 m) sind als einigermaßen eigenständige Gipfel abgegrenzt. Vom Burgberg nach Süden verläuft ein Einbeck nach Osten verriegelnder Riedel nach Süden zum Altendorfer Berg, dessen Fuß den Mündungsbereich der Ilme in die Leine ausfüllt.
Nördlich der Kammlinie des Fuchshöhlenbergs verläuft eine weniger geradlinige Kammlinie vom Einbecker Berg über den Breitenberg zum Tauberg. Der gerodete, mit Windkraftanlagen ausgestattete Süllberg stellt den nördlichen Abschluss zum Selter dar.

### Ortschaften
Ortschaften, deren Bebauung mancherorts in den Höhenzug hinein reicht, rund um die Hube sind (alphabetisch sortiert):
| - Andershausen - Brunsen - Einbeck | - Garlebsen - Greene - Holtershausen | - Ippensen - Kreiensen - Kuventhal | - Negenborn (mit Feriendorf) - Salzderhelden - Volksen |

### Ortswüstungen im Bereich der Hube
- Wendfeld (Wienvelde)

## Bauwerke und Sehenswertes
Etwa 150 m nordwestlich vom Gipfel des Fuchshöhlenbergs steht ein Sendemast. Unweit verlief dort in Mittelalter und früher Neuzeit die Hube-Chaussee, die die Stadt mit nördlichen Orten verband. Erhalten ist dort am Eschenberg ein 200 m langes Stück der im 18. Jahrhundert angelegten Pflasterung dieser Chaussee, bestehend aus 20 bis 40 cm breiten, aus Terebratelbänken des Unteren Muschelkalks entstandenen Steinquadern, die zum Teil aus der örtlichen Umgebung und zum Teil, wie von Ludwig Gottlieb Crome bezeugt, aus dem Abbruch des Augustiner-Eremiten-Klosters stammten. In weiten Teilen der Hube ist die historische Einbecker Landwehr noch sehr gut erhalten. Nördlich von Negenborn auf dem Burgberg befinden sich die Überreste eines mittelalterlichen Ringwalls.
Am Nordrand des Greener Walds, dem Nordteil der Hube, liegt oberhalb von Greene die Ruine der Burg Greene, mit Aussichtsmöglichkeit vom Burgturm. Als weiterer Aussichtspunkt befindet sich oberhalb von Holtershausen auf dem Lietberg die Mönchelieth, an deren Geschichte ein Holzkreuz und eine Infotafel erinnert. Im Südteil der Hube steht rund 570 m nördlich des Altendorfer Bergs zwischen Einbeck und Negenborn der im Jahr 1900 eingeweihte Aussichtsturm Kaiser-Friedrich-Turm (Einbecker Turm).

## Verkehr
Nördlich vorbei an der von Forst- und Wanderwegen durchzogenen Hube führt die Bundesstraße 64, wenige Kilometer östlich verläuft die Bundesstraße 445. Im Süden und Westen wird der Höhenzug von der Bundesstraße 3 (teilt sich hiesig die Strecke mit der Deutschen Fachwerkstraße) etwa halbkreisförmig passiert.
Nördlich wird die Hube von der Bahnstrecke Langeland–Kreiensen passiert, mit nahem Bahnhof Kreiensen. Östlich vorbei am Höhenzug verläuft die Hannöversche Südbahn (Hauptstrecke Hannover−Göttingen) mit nahen Bahnhöfen in Kreiensen und Salzderhelden. Von Salzderhelden zweigt die eingleisige Strecke nach Einbeck Mitte ab. Zudem führt dort die Schnellfahrstrecke Hannover–Würzburg entlang. Von 1883 bis 2003 führte südlich an der Hube die eingleisige Eisenbahnstrecke Ilmebahn vorbei, die Dassel und Einbeck miteinander verband.